# Hof (město)
Hof (česky: Dvůr) je město v Německu, ležící asi 140 km severovýchodně od Norimberku a 15 km západně od českých hranic na řece Sále. Žije zde přibližně 47 tisíc obyvatel. Město bylo součástí historické země Fojtsko a markrabství Brandenburg-Bayreuth, od roku 1810 patří k Bavorsku. Nad městem se vypíná rozhledna Bismarckturm z roku 1921. Funguje zde divadlo, zoologická zahrada a městský park Theresienstein, nedaleko města leží Letiště Plauen-Hof. Každoročně v říjnu se ve městě koná mezinárodní filmový festival. Partnerským městem je Cheb. Od roku 1993 je Hof členem evropského regionu Euregio Egrensis a od roku 2005 metropolitního regionu Norimberk. Kvůli geografické odlehlosti a drsnému klimatu se městu a jeho okolí přezdívá „Bavorská Sibiř“.

## Kultura a památky

### Výtvarné umění
V Hofu byla na počátku 16. století rozvinutá řezbářská tvorba a působilo zde několik dílen, které dodávaly oltáře do okolních obcí. Uměleckými centry oblasti byl Cvikov a také Cheb. V Hofu působil gotický řezbář Michael Heuffner (1483 Cheb – 1511 Zwickau), který se vyškolil u Petera Breuera a byl autorem mariánského oltáře (1511) ve špitálním kostele v Hofu.
Narodil se zde německý malíř Johann Christian Reinhardt (1761 Hof – 1847 Řím), jehož dům v Římě byl centrem kolonie německých umělců. Byl jedním z předních romantických krajinářů počátku 19. století. V roce 1810 byl jmenován členem Pruské akademie umění a roku 1813 členem Accademia di San Luca. V roce 1830 byl jmenován členem Královské akademie umění v Mnichově a v roce 1839 malířem královského bavorského dvora. 

### Kostely
- Kostel Panny Marie, novogotický, postavený roku 1864, hlavní katolický kostel na Starém Městě a sídlo katolického děkana severovýchodního děkanství arcidiecéze Bamberg. Loď s klenutými klenbami a kompletně zachovanými novogotickými prvky: hlavní oltář, čtyři boční oltáře, křtitelnice, kazatelna a figurální program navazující na františkánskou tradici města (13. až 16. století).
- Kostel sv. Michala, původně kaple postavená kolem roku 1230 a v letech 1380 až 1386 rozšířená na trojlodní kostel. Od 1480 do 1582 byla provedena další rozšíření. Bývalý oltář kostela sv. Michala, tzv. Hoferský oltář z dílny Hanse Pleydenwurffa (1465), je od roku 1811 v mnichovské Alte Pinakothek. Při velkém požáru Hofu v roce 1823 byl kostel sv. Michala zničen. Rekonstrukce do současné podoby proběhla v letech 1826 až 1829. Cenné Heidenreichovy varhany byly postaveny v roce 1834 a obnoveny v roce 2007 berlínským stavitelem varhan Schukeem. Kostel sv. Michala je hlavním protestantským kostelem a sídlem protestantského děkana.

#### Hoferský oltář (Alte Pinakotek, Mnichov)

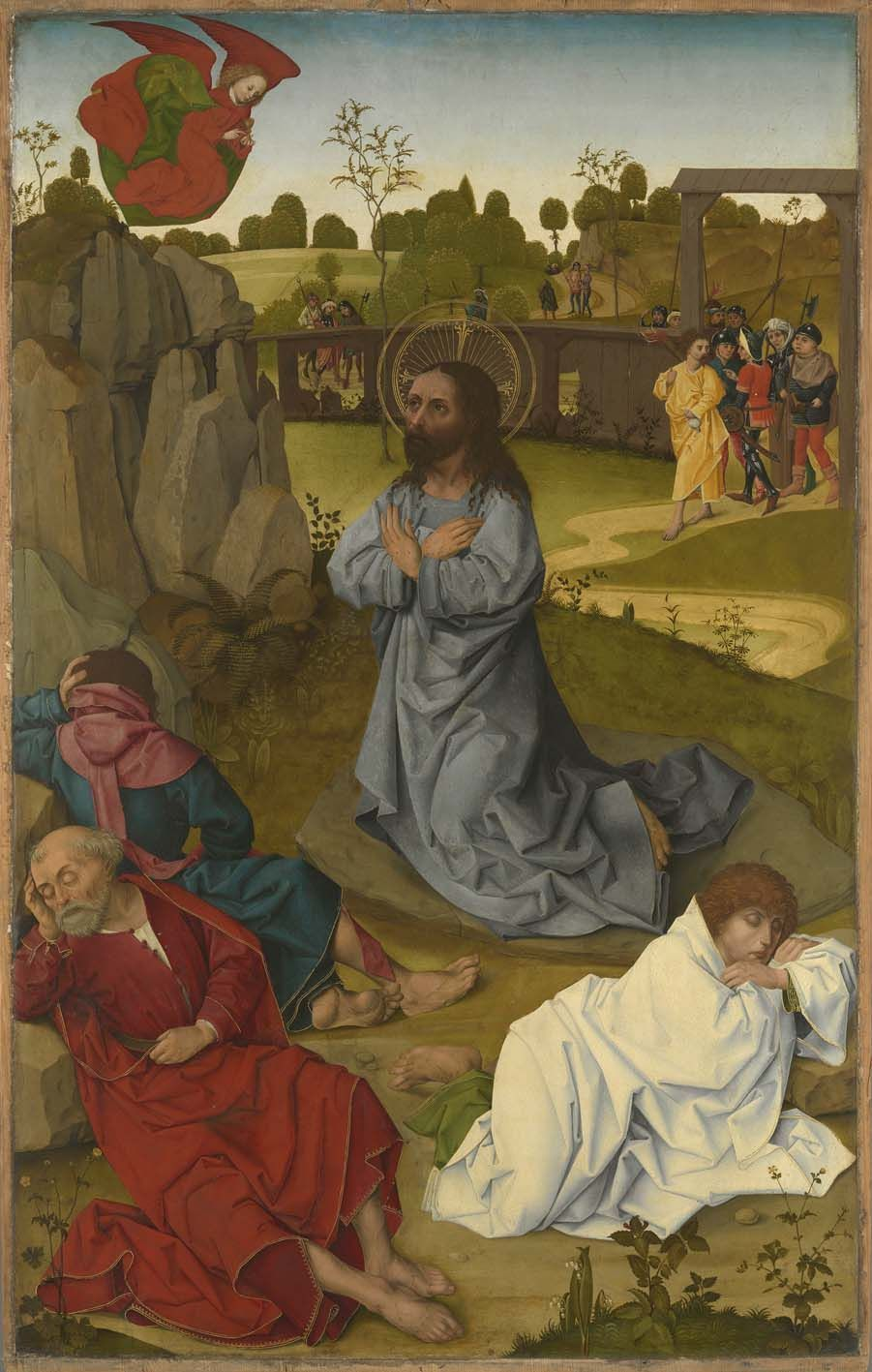
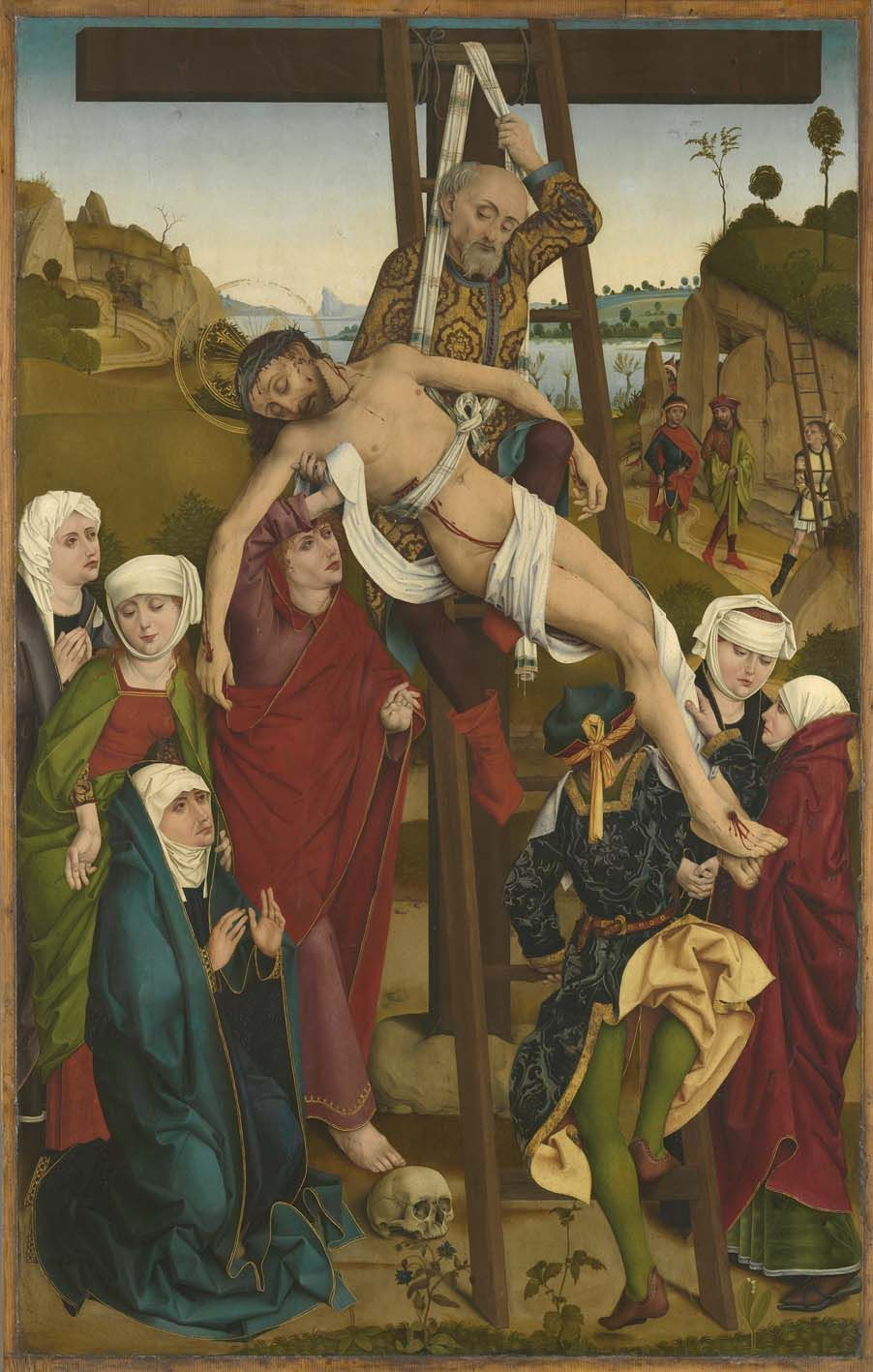
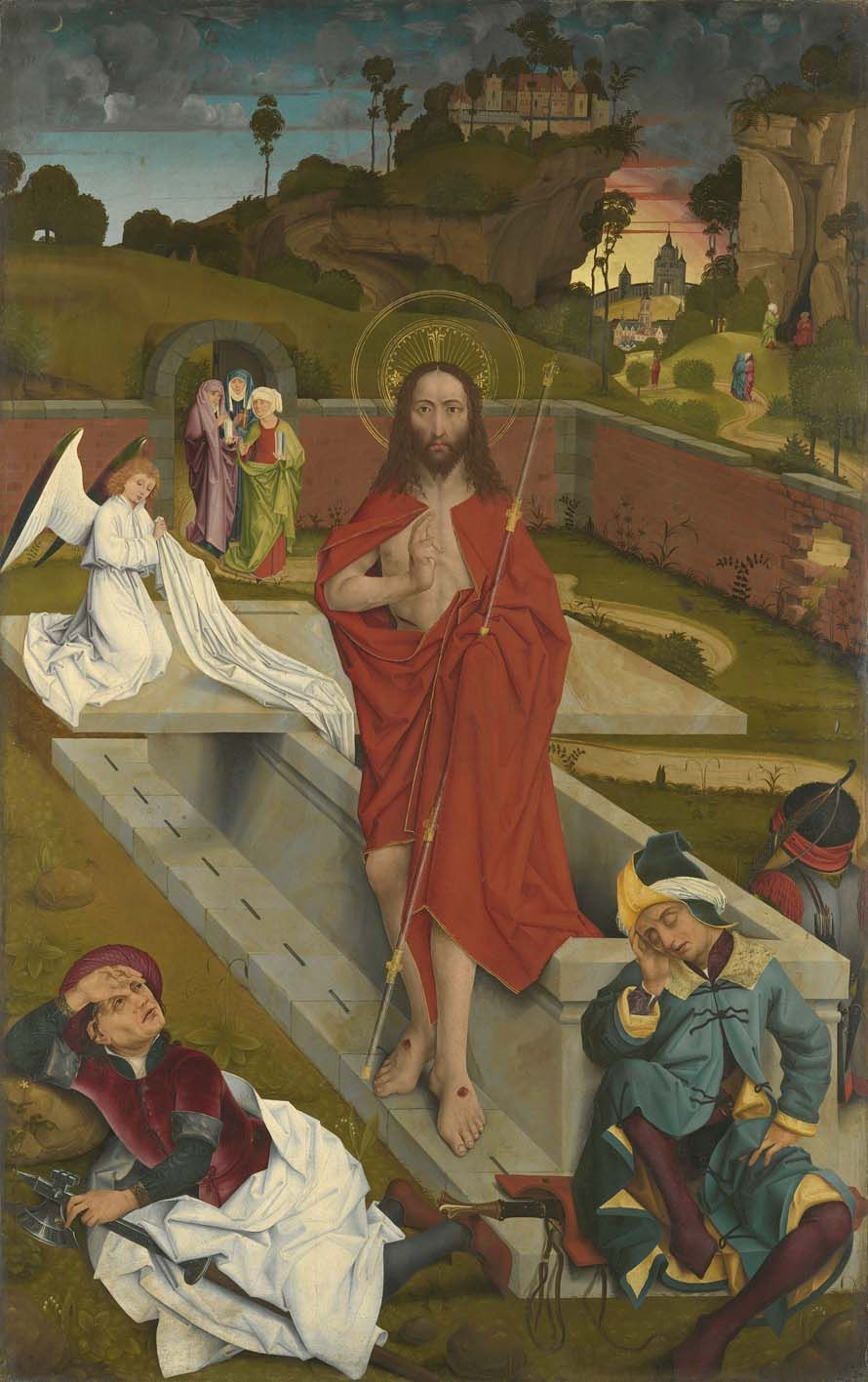

- Kostel svatého Vavřince (St. Lorenz) je nejstarší kostel v Hofu. První písemná zmínka je ve spisu „Großpfarrei Hof“ v dokumentu Plebána Albertuse o „Svátku sv. Kateřiny Alexandrijské“ z roku 1214. Kostel je považován za „Mateřský kostel severovýchodních Horních Frank“. Je zařízen v klasickém stylu (1822/23). Zachovány jsou tři Hertnidovy křídlové panelové oltáře z 15. století, pojmenované po zakladateli plebánovi Hertnid von Steinovi.

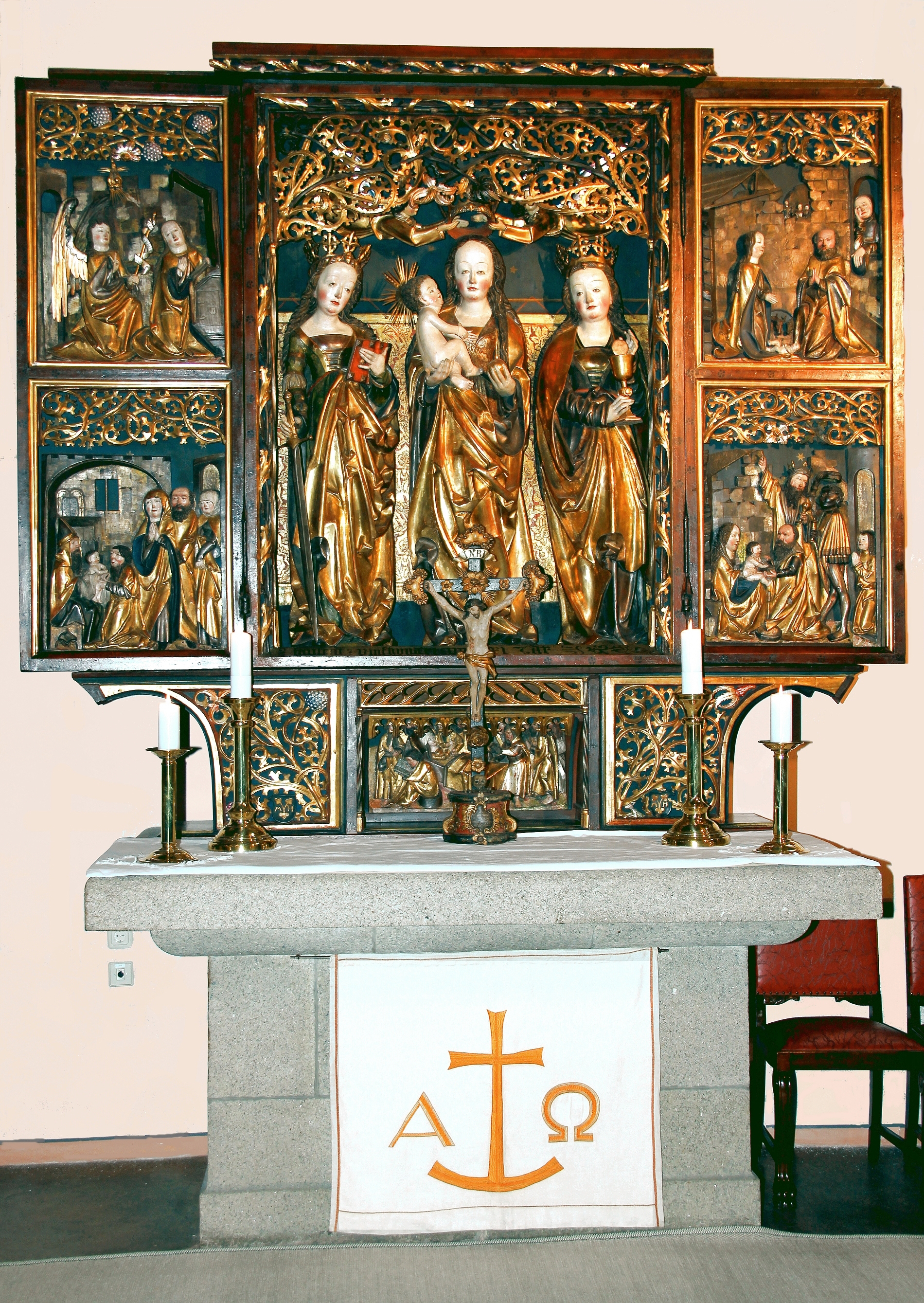
Oltář špitálního kostela, Michael Heuffner, 1511

- Špitální kostel byl postaven spolu s nemocnicí v roce 1268, původně za hradbami středověkého města u Dolní brány. Dodnes má pozdně gotický mariánský oltář z roku 1511 a je vybaven kazetovým stropem z roku 1688.
- Klášterní kostel sloužil oběma Hofským klášterům. Kostel byl zmíněn již v roce 1292, v letech 1351 až 1376 byl pak zásadně přestavěn goticky. V roce 1802, poté, co Hof připadl Prusku, byl kostel poničen a poté zde mimo jiné bylo divadlo. V roce 1902 byl zbořen a na stejném místě vybudována Neustädterova škola.

### Muzea
- Bayerisches Vogtland Museum

## Hospodářství a infrastruktura
Ve městě je rozvinutý potravinářský průmysl: výroba piva – ve městě působí pivovary Meinel-Bräu a Brauerei Scherdel.

### Kulinářské speciality
Výroba uzenin, které prodávají na ulicích krojovaní párkaři (Wärschtlamo).
Typickou specialitou pro Hof je Schnitz (jedná se o Eintopf). Jméno se odvozuje od toho, že ingredience se musí krájet (schneiden).